# 木津川市立当尾小学校
木津川市立当尾小学校（きづがわしりつ とうのしょうがっこう）は、かつて京都府木津川市加茂町辻下垣外にあった公立小学校。

## 概要
1875年に開校した。一時は児童数が140人であったが、2009年に25人まで減少し、木津川市教育委員会が2010年3月31日をもって廃校とし、隣接する木津川市立南加茂台小学校と統合する方針を決定した。しかし、学校の保護者の一部が反発し、小規模特認校の制度による存続を求めたこともあり、2010年3月に、統合の時期を2011年4月に先送りすることが決定された。

## 沿革
- 1875年 - 開校。
- 2007年3月12日 - 木津川市立当尾小学校と改称。
- 2012年3月31日 - 木津川市立南加茂台小学校と統合し、廃校。